# Epania abdominalis
Epania abdominalis är en skalbaggsart som beskrevs av Holzschuh 1984. Epania abdominalis ingår i släktet Epania och familjen långhorningar.
Artens utbredningsområde är Nepal. Inga underarter finns listade i Catalogue of Life.